# Joseph Priestley
Joseph Priestley, angleški teolog, duhovnik, filozof, kemik, fizik in politični teoretik, * 13. marec 1733, Birstall, Anglija, † 6. februar 1804, Northumberland, Pensilvanija, ZDA.

## Življenje in delo
Priestley je objavil prek 150 del. Velja za odkritelja kisika, katerega je izoliral v plinski fazi, čeprav imata zasluge za odkritje tudi Carl Wilhelm Scheele in Antoine Lavoisier. Za časa svojega življenja si je Priestley prislužil veliko slavo s svojim izumom sodavice, razpravami o elektriki in svojimi odkritji več »zrakov« (plinov), od katerih je najbolj znan, kar je sam imenoval »nevnetljivi zrak« (kisik). Odločno je branil flogistonsko teorijo in zavračal kar bo postalo prva kemijska revolucija, tako da je bil odmaknjen od znanstvene srenje.
Bil je vzgojen v preprostem protestantskem duhu in postal duhovnik in učitelj. Znal je zelo veliko jezikov in jih poučeval. Poučeval je tudi zgodovino, pravo, logiko, anatomijo in govorništvo. Postal je doktor prava in član Kraljevega društva v Londonu.  Med njegova najbolj popularna dela sodijo knjige o pedagogiki.
Odkril je kisik pri segrevanju živosrebrovega oksida (HgO), odkril je še šest do takrat neznanih plinov: vodikov klorid (HCl), amonijak (NH3), oglikov oksid(CO), silicijev tetrafluorid (SiF4) in dušikov oksid (N2O).
Napisal je knjigo za pripravo umetne kisle vode oziroma sode in sicer iz ogljikovega dioksida in vode. Ko je pod pritiskom raztopil ogljikov dioksid v vodi, se je začela evropska norija za sodavico. Na dolgem potovanju z ladjo naj bi to uporabili kot zdravilo proti skorbutu - bolezen, ki se razvije zaradi pomanjkanja vitamina C. Za ta izum je bil nagrajen z medaljo Kraljevega društva v Londonu.
Napisal dela o plinih ter elektriki.

## Priznanja

### Nagrade
Za svoje znanstveno delo je leta 1772 prejel Copleyjevo medaljo Kraljeve družbe iz Londona.